# Scyllinula obscura
Scyllinula obscura är en insektsart som först beskrevs av Bruner, L. 1900.  Scyllinula obscura ingår i släktet Scyllinula och familjen gräshoppor. Inga underarter finns listade i Catalogue of Life.